# 新邊緣人
《新邊緣人》（英語：[To Live and Die in Tsimshatsui] 错误：{{Lang}}：文本有斜体标记（帮助））是一部於1994年暑期上映的香港电影，由劉偉強執導，張學友、梁家輝、黎姿、吳倩蓮、江華、張耀揚、成奎安、陳國邦、呂維倫主演

## 介绍
本片是1990年代中期王晶創作室有限公司出品著名電影作品之一，亦是當時的著名攝影師劉偉強早期的電影作品，七年之後，憑藉另外一部臥底題材的電影作品《無間道》，他摘得香港電影金像獎最佳導演獎。

## 獎項
| 頒獎典禮             | 獎項       | 名字   | 結果 |
| -------------------- | ---------- | ------ | ---- |
| 1995年香港電影金像獎 | 最佳男主角 | 張學友 | 提名 |

## 演员
| 演员   | 角色     | 备注 |
| 張學友 | 黐線力   | 警隊臥底 孫Sir之下屬，后反目 moon之男友，后分手 雄泰之手下，最后因不忍心拘捕其而放他走 台灣國語配音：石班瑜 |
| 梁家輝 | 奶黄輝   | 前警隊臥底 被孫Sir指使的警察槍傷                                                                            |
| 吳倩蓮 | 寶       | 雄泰之妹 |
| 陳國邦 | 邦       | 警隊臥底 |
| 黎 姿  | Moon     | 黐線力之女友，后分手 孫Sir之表妹，后跟他拍拖                                                                |
| 張耀揚 | 雄泰     | 黑幫老大，寶之兄 和萬爺不和 最后被黐線力放走                                                                |
| 成奎安 | 安叔     | 被萬爺手下槍殺                                                                                              |
| 江華   | 孫Sir/明 | 本片終極大反派 總督察，Moon表哥，后搭上她 最后被萬爺手下槍傷，被送院前被黐線力和奶黃輝挖苦並被他們襲擊      |
| 朱咪咪 | Moon母親 | |
| 熊欣欣 | 烏鼠     | |
| 八両金 | 烏鼠     | |
| 吳志雄 | 萬爺     | 黑幫老大 和雄泰不和 最后被手下開槍殺                                                                        |
| 黃栢文 | 棺材成   | 黑幫老大 被警方追捕而逃亡 最後被孫sir槍殺身亡                                                               |
| 古明華 | 峰       | 雄泰手下 |
| 宋本中 |          | 萬爺手下 |
| 陳志輝 | 包公     | |
| 侯煥玲 |          | |
| 元彬   |          | 飛虎隊長 |

## 外部連結
- 香港影庫上《新邊緣人》的資料（繁體中文）
- 開眼電影網上《新邊緣人》的資料（繁體中文）
- 豆瓣电影上《新邊緣人》的資料 （简体中文）
- 时光网上《新邊緣人》的資料（简体中文）
- AllMovie上《新邊緣人》的资料（英文）
- 爛番茄上《新邊緣人》的資料（英文）
- 互联网电影数据库（IMDb）上《新邊緣人》的资料（英文）